# Josh Inglis
Joshua Patrick Inglis (bekannt als Josh Inglis; * 4. März 1995 in Leeds, Vereinigtes Königreich) ist ein australischer Cricketspieler, der seit 2022 für die australische Nationalmannschaft spielt.

## Kindheit und Ausbildung
Inglis wurde in England geboren und zog mit seiner Familie als 14-Jähriger nach Australien, wo er in Perth zur Schule ging. Dort durchlief er dann die Jugendmannschaften von Western Australia.

## Aktive Karriere
Sein First-Class-Debüt gab er im Dezember 2015 in einem Tour Match bei der Tour der West Indies. Sein Durchbruch kam im Sheffield Shield 2020/21, als er insgesamt 585 Runs erreichte. Mit weiteren guten Leistungen in der Big Bash League für die Perth Scorchers machte er die Selektoren für sich aufmerksam. So wurde er für den ICC Men’s T20 World Cup 2021 nominiert, den Australien gewinnen konnte, er jedoch nicht zum Einsatz kam. Sein Debüt in der Nationalmannschaft gab er dann im Februar 2022 bei der Twenty20-Serie gegen Sri Lanka. Im Juni folgte dann in Sri Lanka sein ODI-Debüt. Er wurde auch für den ICC Men’s T20 World Cup 2022 nominiert, doch nachdem er sich beim Golf eine Handverletzung zuzog durch Cameron Green ersetzt. Beim Gewinn Australiens der ICC World Test Championship 2021–2023 war er für das Finale nominiert, kam jedoch auch dort nicht zum Einsatz. Im September 2023 erzielte er in der ODI-Serie in Südafrika sein erstes internationales Fifty (50 Runs). Auch wurde er für den Cricket World Cup 2023 nominiert.